# Catherine Chalmers
Catherine Chalmers (San Mateo, Califòrnia, 1957) és una artista nord-americana.
Es va graduar a la Universitat Stanford amb una llicenciatura en Enginyeria, i a la Royal College of Art, amb un MFA en pintura.
Ha exposat a diversos llocs de renom, com el PS1 del MOMA de Nova York; MASS MoCA, North Adams, Corcoran Gallery of Art, Washington, DC; Yerba Buena Center for the Arts de San Francisco, Museu de Fotografia Contemporània de Chicago, la Kunsthalle de Basilea; Kunsthalle de Viena, i Moca Taipei, entre molts d'altres.
El seu treball ha aparegut al New York Times i a revistes especialtizades del sector com Artnews, Artforum, Flash Art, Blind Spot, Harper's, i Discover, així com a televisió pública estatunidenca. Actualment viu i treballa a la ciutat de Nova York.

## Premis i reconeixements
- 2010 Guggenheim Fellowship[6]
- Jury Award (Best Experimental Short), SXSW Film Festival, 2008[7]